# Pixòdar de Cindis
Pixòdar (en llatí Pixodarus, en grec antic Πιξώδαρος "Pixódaros") fou un noble de Cària, fill de Matusol de Cindis.
Era un noble de la ciutat de Cindis que es va casar amb la filla del rei Siennesis II de Cilícia. Va participar activament en la Revolta Jònica contra el rei de Pèrsia Darios el Gran l'any 490 aC i va aconsellar de creuar el riu Meandre i atacar al general persa Daurises en aquesta zona, per la rereguarda. Heròdot considera aquest consell el millor que es podia donar, però diu que no el van seguir, i els caris van ser derrotats en dos batalles successives.